# Charlotte Zucker
Charlotte Zucker (née Charlotte Ann Lefstein) est une actrice américaine née le 10 mars 1921 à Milwaukee au Wisconsin et morte le 5 septembre 2007 à Shorewood au Wisconsin. Elle est la mère de David Zucker et Jerry Zucker et a ainsi joué dans plusieurs de leurs productions.

## Filmographie

### Cinéma
- 1977 : Hamburger film sandwich : une juriste
- 1980 : Y a-t-il un pilote dans l'avion ? : la maquilleuse
- 1984 : Top secret ! : la serveuse du diner
- 1986 : Y a-t-il quelqu'un pour tuer ma femme ? : la juge
- 1988 : Y a-t-il un flic pour sauver la reine ? : Dominique
- 1990 : Ghost : la banquière
- 1991 : Y a-t-il un flic pour sauver le président ? : la femme dans la chaise à bascule
- 1992 : Brain Donors : la femme avec un programme
- 1993 : My Life : une des invités du mariage
- 1994 : Y a-t-il un flic pour sauver Hollywood ? : une infirmière
- 1995 : Lancelot, le premier chevalier : Bread Vendor
- 1996 : Prof et Rebelle : la femme fumant la pipe
- 1998 : Baseketball : l'infirmière des urgences
- 2001 : Rat Race : Lucy âgée
- 2002 : Amours suspectes : la patronne du restaurant
- 2003 : Mon boss, sa fille et moi : Gertrude